# 新堀通也
新堀 通也（しんぼり みちや、1921年6月26日 - 2014年3月24日）は、日本の教育学者・社会学者。学位は、文学博士（広島大学・1961年）。広島大学名誉教授、武庫川女子大学名誉教授。

## 人物
出典：
神戸市出身。第一神戸中学校（現兵庫県立神戸高等学校）・広島高等師範学校を経て、1942年10月広島文理科大学に入学。卒業直前の1945年8月6日に広島市への原子爆弾投下により被爆。同年9月広島文理科大学教育学科を卒業。稲富栄次郎に師事。卒業の翌日、広島女子高等師範学校教諭に就任、翌年広島高師助教授に転任。1951年、広島大学教育学部助教授に配置換えとなり、1971年同教授。1968年からは広島大学助教授併任のまま文部省社会教育官として3年間つとめ、広島大学では教育学部長・大学教育研究センター長などの役職を歴任。1985年に退職した後は、武庫川女子大学教授・同教育研究所長をつとめた。
2014年3月24日、肺炎のため死去。享年92。

## 著書
- 『特殊教育概論』柳原書店、1952年
- 『教育愛の問題』福村書店、1954年（のち『教育愛の構造』と改題再刊）
- 『大学進学の問題』光風出版、1955年
- 『ルソー』牧書店、1957年
- 『日本の大学教授市場　学閥の研究』東洋館出版社、1965年
- 『デュルケーム研究　その社会学と教育学』文化評論出版、1966年
- 『学生運動の論理 スチューデント・パワーと新しい大学の展望 』 有信堂、1969年
- 『社会教育の方向 変動社会の教育ビジョン』帝国地方行政学会、1970年
- 『教師の権威 新しい教育的権威の発見』帝国地方行政学会、1972年
- 『現代教師の苦悩』帝国地方行政学会、1974年
- 『教師の良識』ぎょうせい、1975年
- 『現代日本の教育病理』ぎょうせい、1976年
- 『ゆとりある教育の探求』ぎょうせい、1977年
- 『日本の学界──＜学勢調査＞にみる学者の世界』日本経済新聞社、1978年
- 『ルソー再興』福村出版、1979年
- 『学校管理職の現実と課題』 ぎょうせい、1980年
- 『学者の世界』福村出版、1981年
- 『学校管理の基本問題』ぎょうせい、1983年
- 『大学教授職の総合的研究』多賀出版、1984年
- 『学問の社会学』東信堂、1984年
- 『「殺し文句」の研究　日本の教育風土』理想社、1985年
- 『学問業績の評価──科学におけるエポニミー現象』玉川大学出版部、1985年
- 『知日家の誕生』東信堂、1986年
- 『公的社会教育と生涯学習』全日本社会教育連合会、1986年
- 『「見て見ぬふり」の研究 現代教育の深層分析』東信堂、1987年
- 『サバイバルのための教育 冬の時代を超える道』広池学園出版部、1988年
- 『生涯学習体系の課題』ぎょうせい、1989年
- 『私語研究序説 現代教育への警鐘』玉川大学出版部、1992年
- 『大学評価──理論的考察と事例』玉川大学出版部、1993年
- 『校長の帝王学(上)　校長の権威』教育開発研究所、1993年
- 『校長の帝王学(下)　学校の活力』教育開発研究所、1993年
- 『教育病理への挑戦──臨床教育学入門』教育開発研究所、1996年
- 『「生きる力」の探求 「生き方」と「心の教育」』小学館、1997年
- 『老兵の遺言状 現代教育警世録』東信堂、1997年
- 『夜間大学院 社会人の自己再構築』東信堂、1999年
- 『志の教育 「危機に立つ国家」と教育』教育開発研究所、2000年
- 『脱・教育ポピュリズム宣言 迎合のツケ,誰が払う』明治図書出版、2002年
- 『新堀通也の日本教育歴年史 1979-2004』安東由則編 北大路書房 2005
- 『歌集 戦中・戦後青春譜』私家版、2006年
- 『未曾有の「国難」に教育は応えられるか 「じひょう」と教育研究60年』東信堂 2012
- 『新堀通也著作集』第1-7巻　学術出版会　2014

### 共著・編著
- 『"学力時代"の教育 ツメコミ競争のなかの子ども その正しい教育のあり方』吉本均共著 東方出版 1965
- 『学歴 実力主義を阻むもの』編著 ダイヤモンド社 1966
- 『現代教育社会学』木原健太郎編 明治図書出版 教育科学叢書 1967
- 『学閥 この日本的なるもの』編 福村出版 1969
- 『教育社会学』末吉悌次共編 福村出版 教育選書 1970
- 『日本の教育地図 県別教育診断の試み. 体育・スポーツ編』編 帝国地方行政学会 1973
- 『現代教育講座 10 高学歴社会の教育 社会はどう変わる、そして教育は』潮木守一共編著 第一法規出版 1975
- 『日本の教育地図 県別教育診断の試み 社会教育編』編 ぎょうせい 1975
- 『名著による教育原理』片岡徳雄共編著 ぎょうせい 1975
- 『現代教育の争点 対決から対話へ』編 日本経済新聞社 1976
- 『教育の県別診断 あなたの県の教育を採点する』編著 大阪教育図書 1977
- 『教育病理の分析と処方箋』編著 教育開発研究所 1977
- 『講座現代教育学 9 道徳教育』編　福村出版 1977
- 『講座現代教育学 4 教育社会学原論』片岡徳雄共編 福村出版 1977
- 『教育学』小笠原道雄共編著 福村出版 1980
- 『教育学講座 第1巻 教育革新の世界的動向』河野重男共編著 学習研究社 1980
- 『日本の教育地図 県別教育診断の試み 学校教育編』編 ぎょうせい 1980
- 『学者の世界』編著 福村出版 1981
- 『現代教育ハンドブック』沖原豊共編 有信堂高文社 現代教育学シリーズ 1981
- 『社会教育学』編著 有信堂高文社 現代教育学シリーズ 1981
- 『日本の教育』編 有信堂高文社 現代教育学シリーズ 1981
- 『教育の病理』編 福村出版 教育病理 1982
- 『シリーズ・現代の子どもを考える 6 教師』共著 共立出版 1982
- 『文化と放送の役割 うるおいと心の豊かさを求めて』斎藤清三共編著 第一法規出版 1982
- 『日本教育の力学』青井和夫共編 有信堂高文社 1983
- 『学問の社会学』編著 有信堂高文社 1984
- 『教育学研修講座 2 教育の環境と病理』津金沢聡広共編著 第一法規出版 1984
- 『大学教授職の総合的研究 アカデミック・プロフェッションの社会学』編著 多賀出版 1984
- 『学問業績の評価 科学におけるエポニミー現象』編 玉川大学出版部 1985
- 『現代学校教育の研究』編 ぎょうせい 1985
- 『現代生涯教育の研究』編 ぎょうせい 1985
- 『教師教育の再検討　2 教員養成の再検討』編 教育開発研究所 1986
- 『教師その人間力・行動力』斎藤清三編著 ぎょうせい 1986
- 『知日家の誕生』編著 東信堂 1986
- 『教育社会学』加野芳正共著 玉川大学出版部 玉川大学教職専門シリーズ 1987
- 『大学評価 理論的考察と事例』編著 玉川大学出版部 1993
- 『臨床教育学の体系と展開』編著 多賀出版、2002年

### 翻訳
- ドウ・ガン『ペスタロッチ伝 その生涯と思想』学芸図書 1955
- W.L.ウォーナー, R.J.ハーヴィガースト,M.B.レープ『誰が教育を支配するか 教育と社会階層』清水義弘,森孝子共訳 同学社 1956
- C.M.フレミング『教育の社会心理学』森孝子共訳 東京創元社 現代社会科学叢書　1958
- リースマン『大学教育論 教育社会学への試み』片岡徳雄,森楙共訳 みすず書房 1961
- ジョセフイン・クライン『小集団の研究』末吉悌次,池田秀男共訳 明治図書出版 1962
- S.ケラー『現代のエリート』石田剛共訳 関書院新社 1967
- J.ベンーデビッド『科学と教育』編訳 福村出版 1969
- カリフォルニア大学教育特別委員会『バークレーの大学改革』監訳 吉田正晴,池田秀男,大塚忠剛共訳 東京大学出版会 大学問題シリーズ 1970
- 『世界の生涯教育 その理論と実情』原田彰共編訳 福村出版 教育選書 1972
- R.コリンズ『資格社会 教育と階層の歴史社会学』監訳 有信堂高文社 1984

### 追悼文集
- 『新堀通也、その仕事』新堀通也先生追悼集刊行委員会編　東信堂、2015